# Lambøyskjæret
Lambøyskjæret est une île norvégienne dans le comté de Hordaland. Elle appartient administrativement à Austevoll.

## Géographie
Rocheuse et couverte d'arbres à l'exception de ses côtes, elle s'étend sur environ 150 m de longueur pour une largeur approximative de 70 m.